# 横須賀市歌
「横須賀市歌」（よこすかしか）は、神奈川県横須賀市が制定した市歌である。以下の2代が存在する。
1. 1937年（昭和12年）2月15日制定。作詞・北原白秋、作曲・山田耕筰。
2. 1967年（昭和42年）2月15日制定。作詞・堀口大學、作曲・團伊玖磨。

現在の市歌は2. である。

## 解説

### 初代市歌
横須賀市の初代市歌は1937年（昭和12年）に市制30周年を記念して制定された。福島県福島市、東京都八王子市、茨城県水戸市（初代）を始めこの時期に多数作成された北原白秋と山田耕筰の協業による自治体歌の1曲に数えられる。歌詞は全3番から成り、当時の世相を反映して2番では「軍都」、3番では「皇国」と大時代的な単語が多用されるものであったため1945年（昭和20年）の太平洋戦争終結後は演奏が控えられるようになった。
歌詞・旋律とも著作権の保護期間を満了し、パブリックドメインとなっている。2016年（平成28年）11月10日、国立国会図書館の「歴史的音源」で日本コロムビアが製造したSPレコードの音源がインターネット上で公開された。
- 「横須賀市歌（市政三十周年記念）」（日本コロムビア、29239）

A面
横須賀市歌（独唱） [3:35] - 歌唱：伊藤久男
作詞 - 北原白秋、作曲・編曲 - 山田耕筰
B面
横須賀市歌（合唱） [3:20] - 歌唱：横須賀市立各学校斉唱団
歌詞

### 2代目市歌
戦後に演奏されなくなった初代市歌の制定から30年を経た1967年（昭和42年）、市制60周年を記念して新たに作詞を堀口大學、作曲を團伊玖磨に依頼して2代目の市歌が制定された。制定時には市内の小・中学校で児童・生徒全員にソノシートを配布するなど熱心な普及活動が行われた。市のサイトでは制定を告示した例規集本文の他に紹介は無く楽譜を市役所の文化振興課で配布していることが案内されているに留まっていたが、2017年（平成29年）8月、歌詞と音源ファイルを載せたページが公開された。さらに、2018年（平成30年）1月4日からごみ収集車の音楽と防災行政無線の定時チャイムが「横須賀市歌」に変更されるなど、積極的に活用されている。
歌詞は戦後に制定された市町村歌としては珍しく全5番と長大なものになっており、5番ではこの当時から構想が存在していた東京湾口道路を「われらが夢」と歌っていることに特徴がある。なお、横須賀市に隣接する三浦郡葉山町の町歌も横須賀市と同じく堀口の作詞、團の作曲で1980年（昭和55年）に制定された。